# Heinrich Baumgartner
Heinrich «Henri» Emil Baumgartner (* 16. Juli 1889 in Biel; † 21. Februar 1944 in Bern) war ein Schweizer Hochschullehrer und Sprachwissenschafter sowie Mitbegründer des Sprachatlasses der deutschen Schweiz.

## Leben
Baumgartner wuchs als ältester Sohn einer früh verwitweten Mutter im zweisprachigen Biel auf. Neben dem Studium der Germanistik in Bern und anschliessend in Zürich, wo er bei Albert Bachmann promovierte, liess er sich auch zum bernischen Sekundarlehrer ausbilden.
Baumgartner war zuerst Sekundarlehrer im aargauischen Wohlen, später Gymnasiallehrer in Biel. 1933 wurde er als Nachfolger von Otto von Greyerz an die Universität Bern berufen und 1942 zum Ordinarius für deutsche Sprache, Literatur und Volkskunde ernannt. Es handelte sich damals um das einzige Ordinariat dieser Art in der Schweiz. Gleichzeitig war er Präsident der bernischen Lehramtsschule sowie Deutschexperte für die Matura an sämtlichen Gymnasien des Kantons Bern.
Zusammen mit Gottfried Bohnenblust, Rudolf Hotzenköcherle und Walter Henzen gründete Baumgartner 1940 die «Akademische Gesellschaft schweizerischer Germanisten» (heute Schweizerische Akademische Gesellschaft für Germanistik).
Im Alter von noch nicht ganz 55 Jahren erlag Baumgartner einer im Gefolge einer Lungenentzündung eingetretenen Embolie. Nachfolger an der Lehramtsschule (1944) und – nachdem der erste Nachfolger, Walter Henzen, das Ordinariat für germanische Philologie übernommen hatte – auch an der Universität Bern (1946 als Extraordinarius, 1951 als Ordinarius) wurde Paul Zinsli.

## Werk

### Schule, Lehre und Forschung
Baumgartner zeigte sowohl für das Schulwesen als auch für die Forschung grosses Engagement. In der Nachfolge Otto von Greyerz’ gab er eine Reihe vorbildlicher Schulbücher für den Deutschunterricht heraus, die er in Dutzenden von Einführungskursen persönlich den Lehrern nahebrachte.
An der Hochschule vermochte er den Bereich der Sprach- und Literaturwissenschaft um denjenigen der Volkskunde zu erweitern. Seine Publikationen gehörten allerdings fast ausnahmslos dem Bereich der Sprachwissenschaft an; seine in Angriff genommene Habilitationsschrift über das Berner Reformationstheater blieb wegen zahlreicher neu hinzugetretener Aufgaben unvollendet.
Schon in seiner Dissertation über die Mundarten des Berner Seelands zeigte sich ein Interesse an der Verbindung von Sprache und sozialer Schichtung. Im Buch «Stadtmundart. Stadt- und Landmundart» konnte er diesem Problem mit breiterem Material und verfeinerter Methode weiter nachgehen – die Verbindung von soziologischem und geographischem Gesichtspunkt war damals etwas durchaus Neues.
Sein wichtigstes Werk hätte der 1935 zusammen mit Rudolf Hotzenköcherle begründete Sprachatlas der deutschen Schweiz werden sollen; Baumgartner war 1939–1940 an den Probeaufnahmen beteiligt und ab 1940 Leiter der Aufnahmen im Kanton Bern. Sein unerwarteter Tod bereitete seinem Mitwirken allerdings ein frühes Ende.

## Publikationen (Auswahl)
- Die Mundarten des Berner Seelandes (= Beiträge zur Schweizerdeutschen Grammatik. XIV). Frauenfeld 1922.
- Das Verhältnis des deutschsprechenden Bielers zu seiner Mundart, zur Schriftsprache und zum Französischen. In: Bieler Jahrbuch. 1. Jg., 1927, S. 61–88.
- Erziehung zur Zweisprachigkeit. Erfahrungen und Beobachtungen in Luxemburg. In: Bieler Jahrbuch. 5. Jg., 1932, S. 70–91.
- Ein zweisprachiges Gymnasium? In: Bieler Jahrbuch. 5. Jg., 1932, S. 92–102.
- Unsere Aussprache des Schriftdeutschen. Bern 1932.
- Das Werden einer Sondersprache. In: Schweizerisches Archiv für Volkskunde. 32. Jg., 1933, S. 129–148 [in der Ausgabe als Sonderdruck übertitelt mit Die Schi-Sprache. Das Werden einer Sondersprache].
- Simon Gfeller. Erweiterte Fassung des Vortrags, der an der Simon Gfeller-Feier bei Anlass seines 70. Geburtstages im Burgerratssaal in Bern gehalten wurde. Bern [1938].
- Deutsche Sprachschule für die Primarschulen des Kantons Bern. Bern 1939 [mehrfach neu aufgelegt].
- Stadtmundart. Stadt- und Landmundart. Beiträge zur bernischen Mundartgeographie (Schriften der Literarischen Gesellschaft Bern. 3. Jg.). Bern 1940.
- Deutsche Sprachschule für die Sekundarschulen und die Progymnasien des Kantons Bern. Bern 1943 [mehrfach neu aufgelegt].
- ab 1935 Mitarbeit am Sprachatlas der deutschen Schweiz.